# Uchatek grzywiasty
Uchatek grzywiasty, uchatka grzywiasta, lew morski Stellera (Eumetopias jubatus) – gatunek drapieżnego ssaka z rodziny uchatkowatych (Otariidae).

## Taksonomia
Gatunek po raz pierwszy zgodnie z zasadami nazewnictwa binominalnego opisał w 1776 roku niemiecki przyrodnik Johann Christian Daniel von Schreber nadając mu nazwę Phoca jubata. Holotyp pochodził z Wysp Komandorskich i Wyspy Beringa w północnej części Oceanu Spokojnego. Podgatunek monteriensis po raz pierwszy zgodnie z zasadami nazewnictwa binominalnego opisał w 1859 roku angielski zoolog John Edward Gray nadając mu nazwę Arctocephalus monteriensis. Okaz typowy pochodził z Monterey, w Kalifornii, w Stanach Zjednoczonych.  Jedyny żyjący współcześnie przedstawiciel rodzaju uchatek (Eumetopias). 
Podgatunki E. jubatus są rozdzielone geograficznie na szerokości 144°W w południowo-środkowej Alasce. Autorzy Illustrated Checklist of the Mammals of the World rozpoznają dwa podgatunki. 

### Etymologia
- Eumetopias: gr. ευ eu „dobry, ładny”; μετωπιας metōpias „mieć wysokie czoło, z krzaczastymi brwiami”, od μετωπιον metōpion „czoło, brew”, od μετα meta „między”; ωψ ōps, ωπος ōpos „oko”[15].
- jubatus: łac. iubatus „grzywiasty, czubaty”, od iuba „grzywa, czub”[16].
- monteriensis: Monterey, Kalifornia, Stany Zjednoczone[6].

## Zasięg występowania
Uchatek grzywiasty występuje w zależności od podgatunku:
- E. jubatus jubatus – uchatek grzywiasty – północny Ocean Spokojny od południowo-środkowej Alaski i Aleutów na zachód do Cieśniny Beringa i Kamczatki oraz na południe wzdłuż Wysp Kurylskich do północnej Japonii, w tym Morze Beringa, Morze Ochockie i Morze Japońskie, sporadycznie pojawiają się na Półwyspie Koreańskim i w Chińskiej Republice Ludowej.
- E. jubatus monteriensis – uchatek amerykański – północny Ocean Spokojny od środkowej Kalifornii na północ do południowo-środkowej Alaski.

## Morfologia
Długość całkowita ciała samic 250 cm, samców 330 cm; masa ciała samic 273 kg, samców 1000 kg (wyjątkowo 1120 kg). Noworodki osiągają długość 100 cm i ciężar 18–22 kg. Beżowoszara sierść. Samce na szyi i karku posiadają nieco dłuższe włosy tworzące grzywę. Wzór zębowy: I {\displaystyle {\tfrac {3}{2}}} C {\displaystyle {\tfrac {1}{1}}} PM {\displaystyle {\tfrac {5}{5}}} = 34.

## Ekologia
Dojrzałość płciowa 4-5 lat, ciąża trwa 11-12 miesięcy, po których przychodzi na świat 1 młode.

## Status zagrożenia
W Czerwonej księdze gatunków zagrożonych Międzynarodowej Unii Ochrony Przyrody i Jej Zasobów został zaliczony do kategorii NT (ang. near threatened „bliski zagrożenia”) (podgatunek jubatus – EN (ang. endangered „zagrożony”); podgatunek monteriensis – LC (ang. least concern „najmniejszej troski”)).